# Parsifal
Parsifal je opera Richarda Wagnera z roku 1882. Opera má tři jednání a čerpá ze středověkých legend o Svatém grálu. Premiéra Parsifala, Wagnerova posledního díla, se uskutečnila 26. července 1882 ve Festivalovém divadle v Bayreuthu v rámci druhých Hudebních slavností v Bayreuthu. O několik měsíců později Wagner zemřel.

## Vznik
Richard Wagner byl středověkými básněmi a především legendou o Svatém grálu fascinován[zdroj⁠?!]. Už v jednom ze svých prvních velkých děl Tannhäuser, který měl premiéru v roce 1845, uplatnil dílo Wolframa von Eschenbach. O pět let později měl premiéru Lohengrin, příběh rytíře, který přichází z Hradu Grálu, aby bojoval za pravdu. Legenda o Grálu neopustila Richarda Wagnera ani po dokončení Lohengrina. Právě prostřednictvím Lohengrina se již delší dobu připravoval na vrcholné dílo své tvorby. Je jím Parsifal, novodobé ztvárnění pověsti o Grálu, v němž se úzce pojí myšlenka Grálu s jedním z největších zjevení křesťanské víry. Wagnerovi se dostalo rozhodující inspirace pro Parsifala ráno na Velký pátek roku 1857 – alespoň tak o tom sám Wagner hovořil. Tehdy se pod silným dojmem okamžiku zrodila slavnostní melodie, která byla později do monumentální opery zakomponována jako „Kouzlo Velkého pátku“. Osnova opery však byla dokončena až v roce 1865. Teprve o dvanáct roků později, 25. ledna 1877 se Richard Wagner zcela ponořil do práce na Parsifalovi. Výsledkem je jedinečné scénické dílo, které dokáže zaujmout svým příběhem i nepřekonatelným hudebním vyjádřením.

## Parsifal v českých zemích
Rodina Richarda Wagnera po dobu trvání autorských práv k opeře (v té době trvajících 30 let od smrti autora, tj. od roku 1883) vyhradila její provozování Hudebním slavnostem v Bayreuthu. Proto byl Parsifal v českých zemích, stejně jako ve většině dalších zemí Evropy, uveden až bezprostředně po uplynutí autorskoprávní ochrany, totiž 1. ledna 1914. Téhož dne jej v Praze uvedlo v německém originále Nové německé divadlo a v českém překladu Národní divadlo. Protože mezi oběma ústavy platila dohoda, že německé divadlo má přednostní právo na premiéry německých oper, začalo představení v Novém německém divadle, pod taktovkou Alexandra von Zemlinského, již v 16 hodin, zatímco Národní divadlo začalo představení o hodinu později. V Novém německém divadle dosáhl do jednoho roku 12 repríz a hrál se v něm později sporadicky, avšak pravidelně, obvykle v době velikonočních svátků. Nově nastudován byl v letech 1919 a 1937, poslední představení se v něm konalo 28. září 1937. Po Praze jej uvedla též německá divadla v Brně (premiéra 8. dubna 1914, další nastudování roku 1932), Opavě (1925, 1926, 1935), Ostravě (1929) a Olomouci (1935). V Národním divadle byla první inscenace z roku 1914 stažena po 20 reprízách, jiná česká divadla Parsifala neuvedla. První poválečnou inscenaci Parsifala na českém území, tentokrát v původním německém znění, uvedlo opět Národní divadlo 19. března 2011.

## Děj

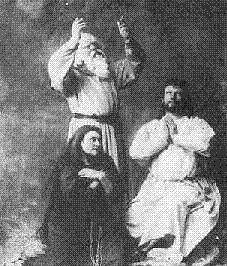
Amalie Maternová, Emil Scaria a Hermann Winkelmann v premiérovém provedení Parsifala v roce 1882

Hlavním motivem opery Parsifal je selhání krále Grálu – Amforta, který podlehne úkladům čaroděje Klingsora. Amfortas je králem v hradu Grálu, kde se čas od času koná posvátná slavnost. Shromažďují se zde rytíři Grálu, aby byli přítomni „odhalení Grálu“, obřadu odhalení oltářní misky, nad kterou se ve vrcholném okamžiku slavnosti zjevuje bílá holubice jako živé ztělesnění Ducha Svatého. Do misky Grálu se přitom vlévá posvátná síla, zaplavuje síň hradu rudým světlem a všem zúčastněným přináší požehnání a občerstvení duše i těla. V opeře v těchto okamžicích zaznívají „nebeské hlasy“, které v hlubokém pohnutí děkují Stvořiteli za dar síly, seslaný lidem.
Temnou postavou opery je čaroděj Klingsor, vládnoucí kouzelnému údolí se zahradami „květinových dívek“. Jejich úkolem je odvádět rytíře Grálu od jejich služby. Samotného Amforta svede Kundry, zvláštní rozpolcená postava, ovládaná Klingsorem. Klingsor přitom vezme Amfortovi posvátné kopí a zasadí mu do boku ránu, která se nehojí, krvácí a věčně pálí. Amfortas si je vědom svého selhání a přestože na něj ostatní rytíři Grálu naléhají, odmítá odhalovat Grál, protože se toho necítí hoden. Příliv posvátných sil všem chybí a tak rytíři Grálu stárnou a slábnou.
V jedné z takových chvil, při posvátné slavnosti, zazní opět hlas z nebe – rytíři mají čekat na příchod čistého a nevědomého mladíka, který se prostřednictvím soucitu stane „vědoucím“ a bude novým králem Grálu.
Vzápětí přichází na scénu mládenec, který opustil svůj domov, protože zatoužil po rytířském způsobu života. V posvátném háji se setkává s rytíři Grálu. Jeden z nich ho pozve na hrad, ale mladíkovo chování neodpovídá jeho představě, a tak ho vyhání pryč. Tímto mladíkem je Parsifal, který musí znovu putovat po světě, aby dospěl k poznání své úlohy. Na konci své cesty přichází také do kouzelných Klingsorových zahrad. Čaroděj ho obklopí svůdnými „květinovými dívkami“ a pošle samotnou Kundry, aby jej svedla. V tom okamžiku ale Parsifal pochopí, proč Amfortas selhal a chce pomoci rytířům Grálu. Kundry volá na pomoc svého pána Klingsora, Parsifal však v boji Klingsora přemůže a odejme mu posvátné kopí. Na závěr učiní Parsifal rukou znamení kříže, načež se kouzelná Klingsorova říše rozpadá v trosky.
Poblíž grálského hradu vede Gurnemanz, poustevnický život. V křoví nachází ztuhlou Kundry a snaží se udělat vše pro to, aby procitla. Kundry nyní touží po tom jen všemožně sloužit. Objevuje se cizí rytíř se zbraní. Je to Parsifal, který se sem po dlouhém bloudění konečně dostal. Gurnemanz příchozímu připomíná, že se nachází na posvátném  místě, kam se zbraněmi nechodí. Po chvíli však poznává koho má před sebou a poznává i svaté kopí. Parsifal vypráví o svém putování, které podstoupil, aby nalezl cestu. Gurnemanz mu pak zjevuje, co se mezitím odehrálo v jejich společenství. Amfortas, který touží po smrti, odmítl konat obřad Grálu, rytířstvo chřadne a Titurel zemřel. Gurnemanz Parsifalovi požehná a prohlásí ho králem. Jako první čin v úřadě Parsifal křtí Kundry. Ozvou se zvony, které ohlašují pohřební obřad za Titurela a Gurnemanz s Parsifalem a Kundry se  vydají ke hradu.   
V hradním sále se shromáždí rytíři, kteří sem přinesli Grál a Titurelovo tělo. Shromáždění je přítomen i Amfortas. Když je požádán, aby odhalil Grál, to odmítá a žádá rytíře, aby ho usmrtili. Tu se objevuje Parsifal, provázen Gurnemanzem a Kundry, a dotkne se svatým kopím Amfortovy rány, která se zacelí. Pak se Parsifal ujme vykonání obřadu Grálu. Přítomní velebí zázrak nejvyšší spásy. Grál se rozzáří, z kupole sálu se snese bílá holubice a vznáší se Parsifalovi nad hlavou. Kundry, hledíc k němu, zvolna klesá bez ducha k zemi. Amfortas a Gurnemanz, klečíce, vzdávají hold Parsifalovi, který Grálem žehná rytířstvu.  

## Hodnocení
Od dob Wolframa von Eschenbacha tak v díle Richarda Wagnera nalezla pověst o Grálu své nejživější „znovuzrození“[zdroj⁠?!]. Působivost příběhu docílil Wagner právě díky nepopsatelně vznešené scénické hudbě, která je skutečným klenotem tohoto druhu umění[zdroj⁠?!].